# Kohoutek (planetka)
1850 Kohoutek, předběžné označení 1942 EN, je kamenná planetka (asteroid) patřící do rodiny planetek Flora, pohybující se ve vnitřní oblasti hlavního pásu planetek, která má průměr přibližně 6 kilometrů. Objevena byla již v roce 1942, ale definitivní pojmenování získala až v roce 1976. Zvolené jméno je na počest českého astronoma Luboše Kohoutka, který objevil 76 jiných planetek (a kromě toho 5 komet a mnoho planetárních mlhovin sestavených do rozsáhlého katalogu).

## Objev planetky
Planetka později pojmenovaná 1850 Kohoutek byla objevena během druhé světové války 23. března 1942 německým astronomem Karlem Reinmuthem na observatoři v Heidelbergu v jihozápadním Německu. Deset dní před tímto objevem bylo těleso pozorováno také na observatoři v Turku ve Finsku. Tato pozorování však nepřispěla k výpočtu dráhy planetky a za začátek jejího pozorovaní se proto považuje objev v Heidelbergu.
Vzhledem k tomu, že k objevu planetky došlo v druhé polovině března, je písmeno „E“ podle dodržovaných pravidel pro předběžné označení planetek chybné. Správně by to mělo být písmeno „F“ (písmeno „E“ naznačuje objev v první polovině března), ale původní chybné přiřazení přetrvalo.

## Klasifikace a oběžná dráha
Planetka Kohoutek patří do rodiny planetek Flora, jedné z největších rodin kamenných planetek v pásu planetek. Kolem Slunce obíhá ve vnitřním hlavním pásu ve vzdálenosti od 2,0 do 2,5 AU. Doba oběhu činí 1233 dní (přibližně 3 roky a 5 měsíců). Její oběžná dráha má excentricitu (výstřednost) 0,13 a sklon 4° vůči ekliptice.

## Fyzikální parametry

### Doba rotace
V prosinci 2014 byla z fotometrických pozorování v pásmu R v rámci Palomar Transient Factory v Kalifornii (astronomický výzkumný program) získána rotační světelná křivka planetky Kohoutek. Na základě analýzy této světelné křivky byla stanovena rotační perioda 3,68 hodiny s variací jasnosti 0,31 magnitudy (U=2).

### Průměr a albedo
Podle měření, která provedla sonda NASA vybavená infračerveným teleskopem, pojmenovaná WISE: Wide-field Infrared Survey Explorer, včetně navazujícího projektu NEOWISE, planetka Kohoutek má průměr mezi 5,91 a 7,64 kilometru a její povrch má albedo mezi 0,181 a 0,383. Collaborative Asteroid Lightcurve Link předpokládá albedo 0,24. Tato hodnota byla odvozena podle planetky Flora, což je planetka typu S (kamenná, angl. stony) a největší člen stejnojmenné rodiny planetek. Collaborative Asteroid Lightcurve Link dále vypočítal průměr 6,05 kilometru a absolutní hvězdnou velikost 13,26.

## Pojmenování na počest
Tato planetka byla pojmenována na počest českého astronoma Luboše Kohoutka (1935–2023), bývalého dlouholetého pracovníka hvězdárny v Hamburku-Bergedorfu, pilného pozorovatele a objevitele mnoha planetek, komet a planetárních mlhovin. Pokud jde o komety, nejznámější je dlouhoperiodická Kohoutkova kometa, kterou objevil v roce 1973 a která si získala velkou mediální pozornost. Dále zejména krátkoperiodická 75D/Kohoutek nebo 76P/West-Kohoutek-Ikemura a další komety. Zásadně přispěl k poznání také v oblasti planetárních mlhovin a emisních čar hvězd (mnoho planetárních mlhovin objevil a sestavil jejich rozsáhlý katalog, který je nejcitovanějším dílem českých astronomů).
Objevil celkem 76 planetek (viz jejich seznam) a zasloužil se o to, že mnoho jím objevených planetek získalo jména po významných českých osobnostech (Hus, Komenský, Masaryk, Palach, Neruda, Čapek, Smetana, Dvořak, Janáček, Martinuboh, Voskovec-Werich, LubosPerek, Grygar) nebo česká zeměpisná či osobní jména (Moravia, Jarmila, Hynek). Proto bylo rozhodnuto, že na jeho počest byla pojmenována planetka, kterou objevil Karl Reinmuth v Heidelbergu. Oficiální rozhodnutí o pojmenování planetky 1850 Kohoutek zveřejnilo Minor Planet Center 20. února 1976 (dokument M.P.C. 3935).